# روغن‌ماهی‌های بایکال
روغن‌ماهی‌های بایکال (نام علمی: Comephorus) نام یک سرده از راسته عقرب‌ماهی‌سانان است.
این ماهی غذای اصلی فک بایکال است.